# St. Louis (Isla del Príncipe Eduardo)
St. Louis es un municipio rural canadiense situado en la provincia de Isla del Príncipe Eduardo.

## Superficie
St. Louis tiene una superficie de 0,68 km².

## Demografía
En 2021, tenía 69 habitantes, una densidad poblacional de 100,8 hab./km², y 35 viviendas.